# Cerdanyola del Vallès Futbol Club
El Cerdanyola del Vallès Futbol Club es un club de fútbol español masculino y femenino de la ciudad de Sardañola del Vallés (comarca del Vallés Occidental) fundado en 2006. Juega en la Segunda División RFEF. Disputa los encuentros en el estadio municipal de Les Fontetes.

## Historia
Fue fundado a partir de la fusión de cinco clubes de fútbol de la localidad: el Centre d'Esports Cerdanyola, la Unió Esportiva Fontetes, el Club Esportiu Baroja, l’Escola Club de Futbol Cerdanyolense-Montflorit y el Club d’Escola de Futbol Unió Esportiva Cerdanyola. El proceso de fusión finalizó a mediados de 2006 con el objetivo principal de hacer crecer los equipos de fútbol base en el municipio y avanzar hacia una presencia más destacada en categorías superiores.
En la temporada 2020-2021, la sección sénior masculina comptió en el grupo V de la Tercera División de España, consiguiendo su clasificación para la nueva Segunda División RFEF, venciendo en la final de la eliminatoria de ascenso a la UE Sant Andreu por 3-1, en la prórroga.

## Otras secciones
Además, el Cerdanyola FC cuenta con numerosos equipos de fútbol base, destacano el Juvenil, que desde la temporada 2020-21 compite en la máxima categoría estatal, grupo 3 de la División de Honor. El equipo de fútbol sala, participa en la Segunda División B. En total suman más de 900 jugadores repartidos en más de 45 equipos. Desde hace unas temporadas, el Cerdanyola FC, cuenta con un equipo de futbol adaptado, acompañados de la Fundació Catalonia.

## Trayectoria
| Temporada | Tier | División          | Posición           |
| --------- | ---- | ----------------- | ------------------ |
| 2006/07   | 6    | Preferente        | 6.º                |
| 2007/08   | 6    | Preferente        | 6.º                |
| 2008/09   | 7    | 1.ª Territorial   | 1.º                |
| 2009/10   | 6    | Preferente        | 10.º               |
| 2010/11   | 6    | Preferente        | 4.º                |
| 2011/12   | 5    | 1.ª Catalana      | 5.º                |
| 2012/13   | 5    | 1.ª Catalana      | 1.º                |
| 2013/14   | 4    | 3.ª - Grupo 5     | 12.º               |
| 2014/15   | 4    | 3.ª - Grupo 5     | 10.º               |
| 2015/16   | 4    | 3.ª - Grupo 5     | 8º                 |
| 2016/17   | 4    | 3.ª - Grupo 5     | 14º                |
| 2017/18   | 4    | 3.ª - Grupo 5     | 12º                |
| 2018/19   | 4    | 3.ª - Grupo 5     | 11º                |
| 2019/20   | 4    | 3.ª - Grupo 5     | 13º                |
| 2020/21   | 4    | 3.ª - Grupo 5     | 3º Ascenso 2ª RFEF |
| 2021/22   | 4    | 2ª RFEF - Grupo 3 | 13º                |
| 2022/23   | 4    | 2ª RFEF - Grupo 5 | 10º                |

- 3 temporadas en Segunda Federación
- 8 temporadas en Tercera División
- 4 temporadas en Preferente/Primera División Catalana